# Sediari pontifici

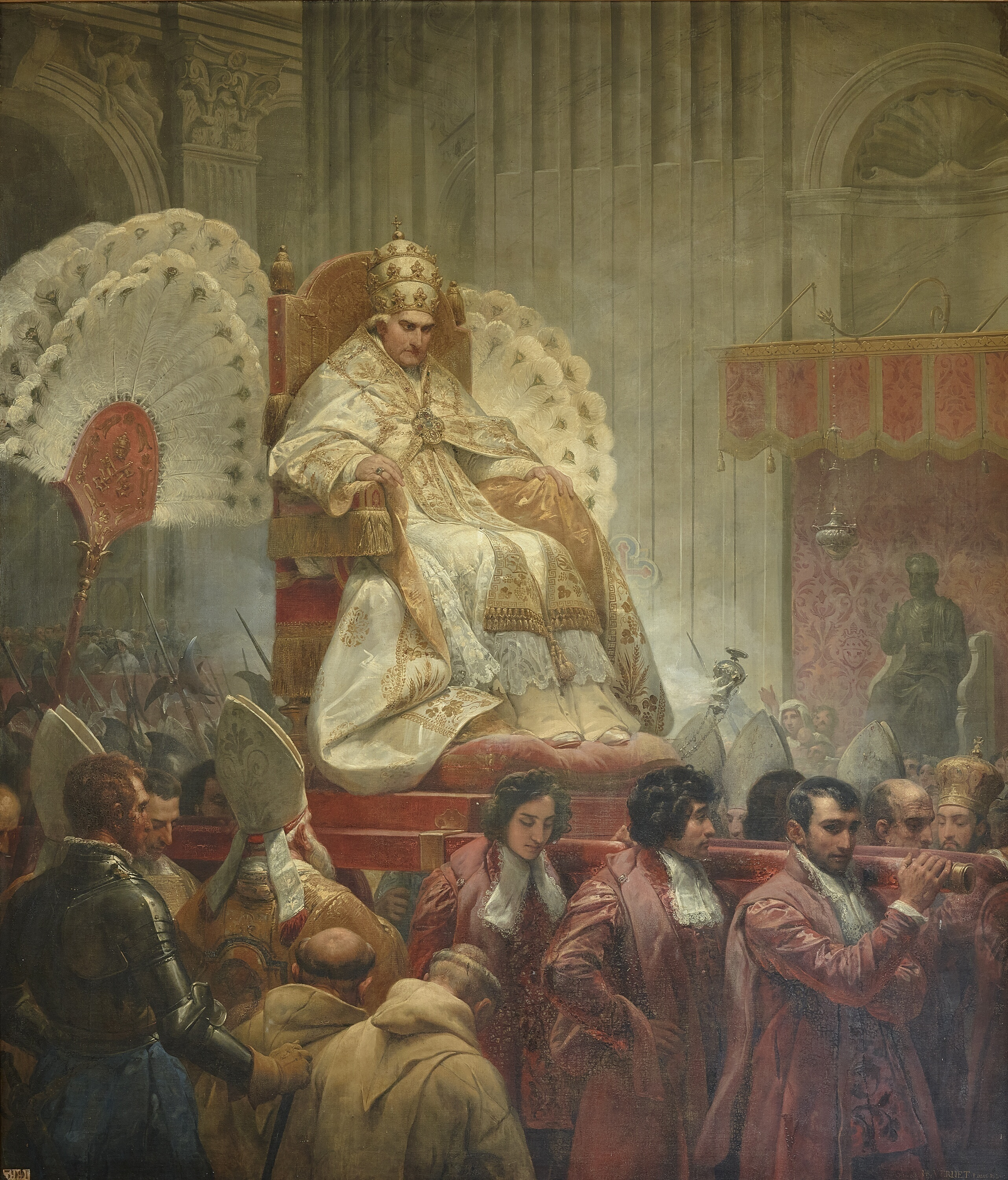
Il solenne ingresso in San Pietro di papa Pio VIII sulla sedia gestatoria

I sediari pontifici sono un antico collegio di laici appartenenti all'Anticamera pontificia. Il loro ruolo è strettamente connesso al servizio della persona del papa in quanto si occupano della gestione del cerimoniale nell'Appartamento pontificio e durante le sue udienze pubbliche e private. Il loro collegio è ritenuto il più antico tra quelli operanti in Vaticano, essendo già documentati nel XIV secolo. 
Rispondono agli ordini del decano di sala dell'anticamera pontificia, quale responsabile dell'Appartamento pontificio.

## Storia

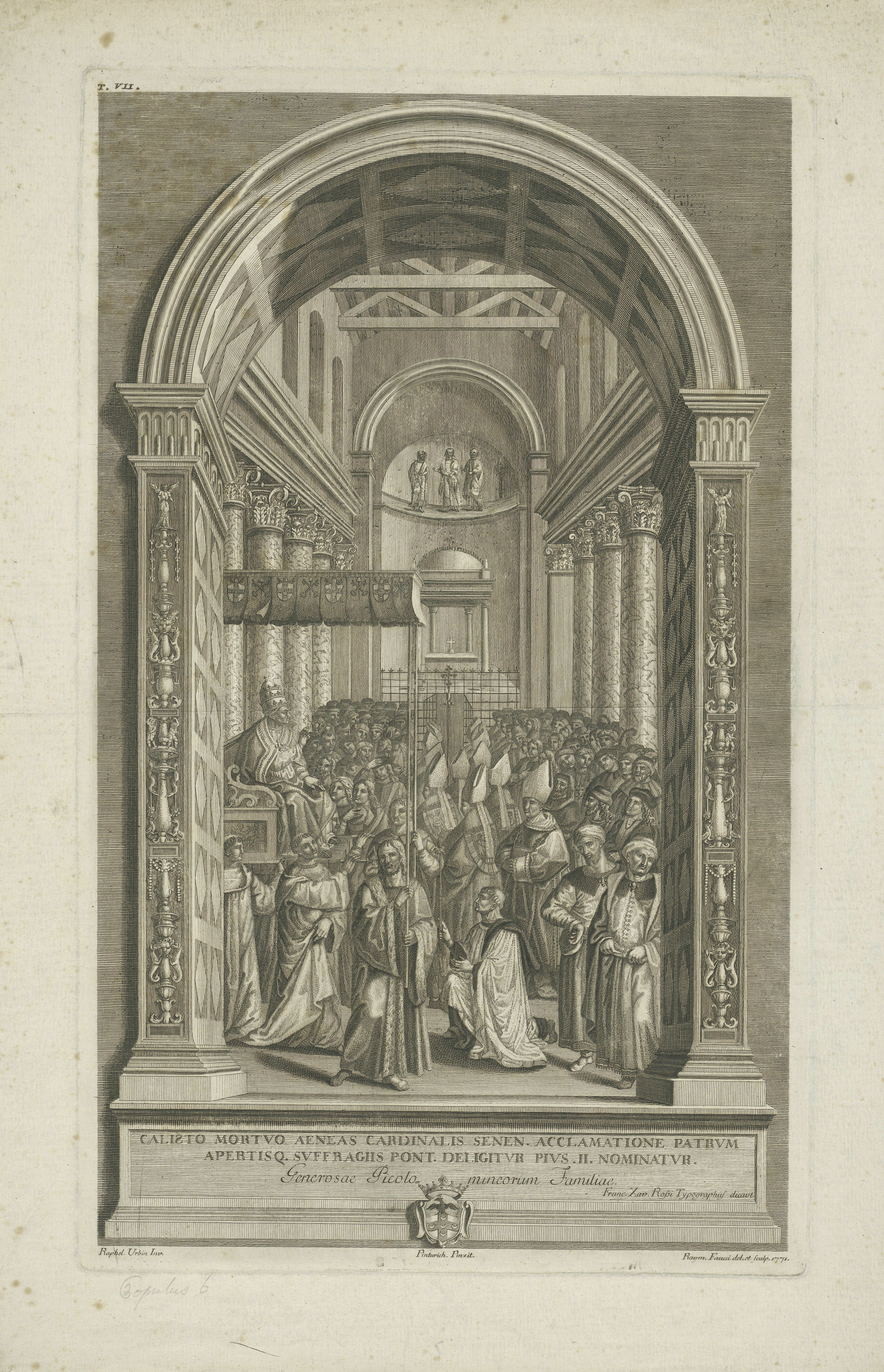
Papa Pio II in sedia gestatoria, sorretto dai sediari pontifici.

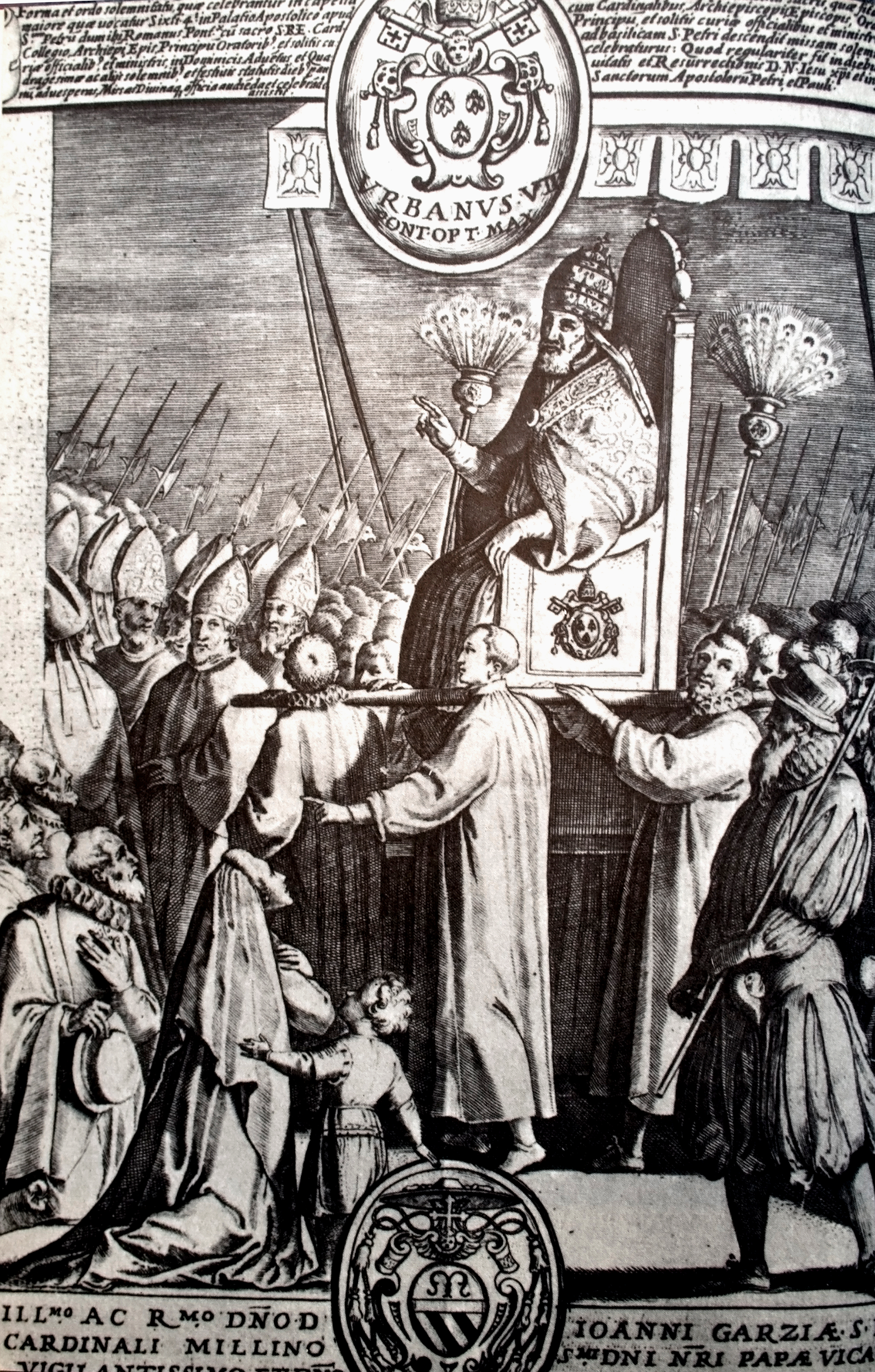
Papa Urbano VIII, portato a spalla dai sediari pontifici

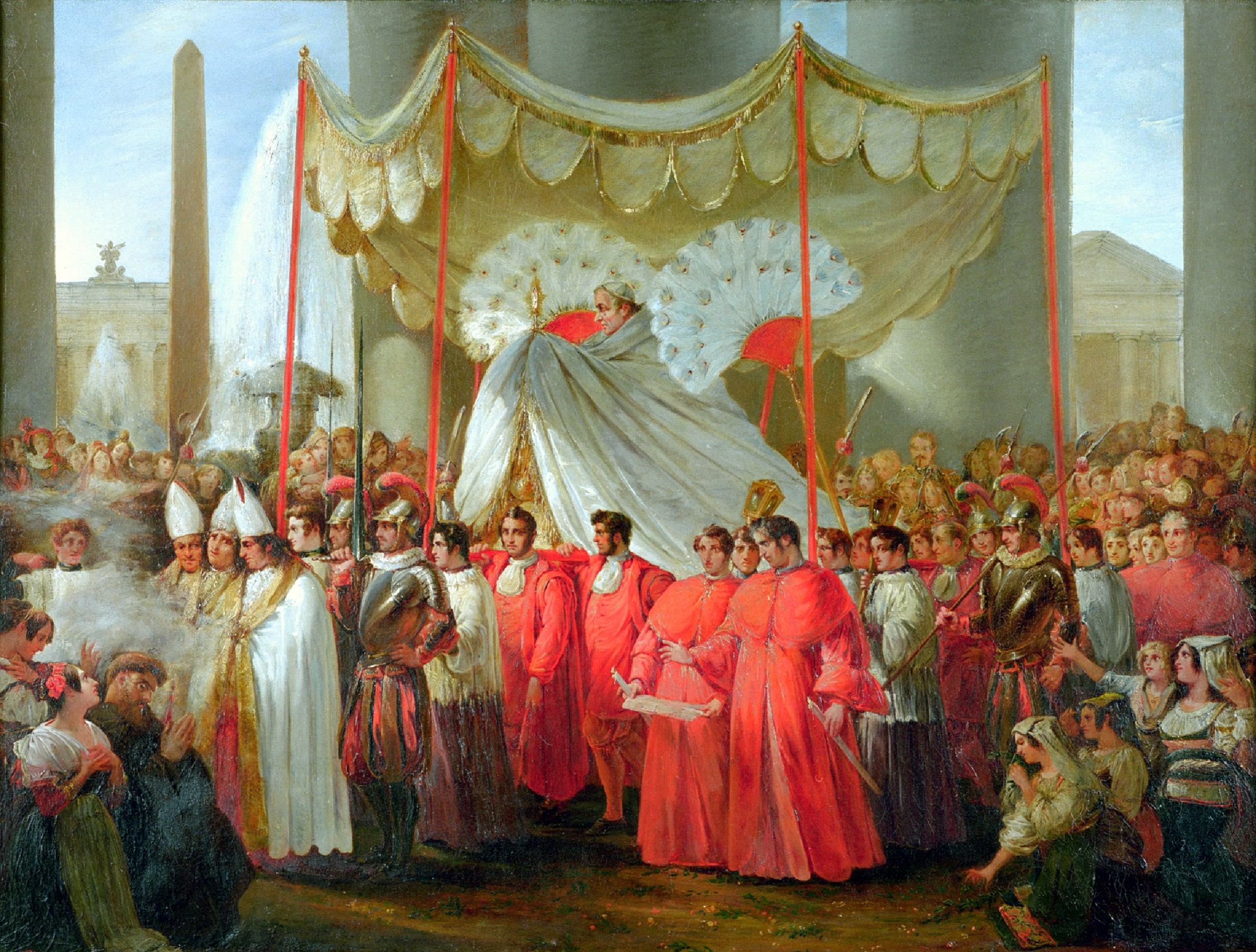
Papa Gregorio XVI orante davanti al Santissimo Sacramento, condotto sul talamo dai sediari pontifici, durante la processione del Corpus Domini in piazza San Pietro.

I sediari e i parafrenieri pontifici costituirono, fin dal 1378, anche un'arciconfraternita, tra le più antiche di Roma ancora attive. L'arciconfraternita aveva una propria chiesa, quella di Sant'Anna dei Parafrenieri, attuale parrocchia del Vaticano, localizzata presso l'omonima porta di accesso alla Città del Vaticano, che da questa prende il nome. Nelle stampe antiche raffiguranti i cortei papali si vedono i sediari trasportare a spalla il Papa sulla sedia gestatoria, seguiti o preceduti dagli scudieri, denominati parafrenieri pontifici, con i quali condividevano, oltre all'abito, anche i servizi. Con la soppressione delle scuderie pontificie, parafrenieri e sediari furono fusi in un unico collegio, facendo prevalere la denominazione comune di questi ultimi. 
Nel 1968, con la riforma contenuta nella lettera apostolica Pontificalis Domus, promulgata da papa Paolo VI, venne soppressa la secolare corte pontificia e vennero semplificate anche le procedure di incarico dei sediari; attualmente, infatti, entrano a far parte dell'anticamera tramite biglietto di nomina del prefetto della Casa pontificia, per delega del romano pontefice. Precedentemente l'incarico veniva notificato dal maggiordomo di Sua Santità dopo un visto della Segreteria di Stato. La nomina dei sediari, una volta ricevuta, è vitalizia. Un accurato controllo di sicurezza preventivo alla nomina viene comunque effettuato sui nominativi designati, come peraltro per tutti gli altri dignitari e inservienti operanti a diretto contatto con la persona del papa.

## Sediari numerari e soprannumerari
I sediari pontifici sono distinti in due ruoli: di "numero" e di "soprannumero". I primi prestano servizio come dipendenti dell'amministrazione vaticana e assicurano l'apertura e l'ordine quotidiano nell'Appartamento pontificio; i secondi sono coloro che, una volta nominati, vengono chiamati in servizio in base alle esigenze d'ufficio determinate dalle udienze pubbliche e private e dagli impegni quotidiani del papa. Una volta raggiunta la pensione i sediari numerari sono collocati a riposo ed entrano nella categoria soprannumeraria. I sediari sono diretti dal decano di sala dell'Anticamera pontificia e da un sottodecano, scelti solitamente tra i sediari con maggiore anzianità di servizio o anche tra gli ex aiutanti di camera. In quanto famigli del Papa, come pure l'aiutante di camera e i domestici, hanno sede alla seconda loggia del Palazzo Apostolico, all'interno dell'appartamento pubblico delle Udienze, nella sala chiamata appunto "dei sediari", situata tra la Sala Clementina, la Sala di Sant'Ambrogio e la Sala del Concistoro.

## Funzioni

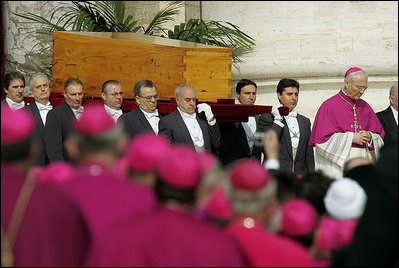
I sediari nella loro uniforme trasportano il feretro durante i funerali di Giovanni Paolo II.

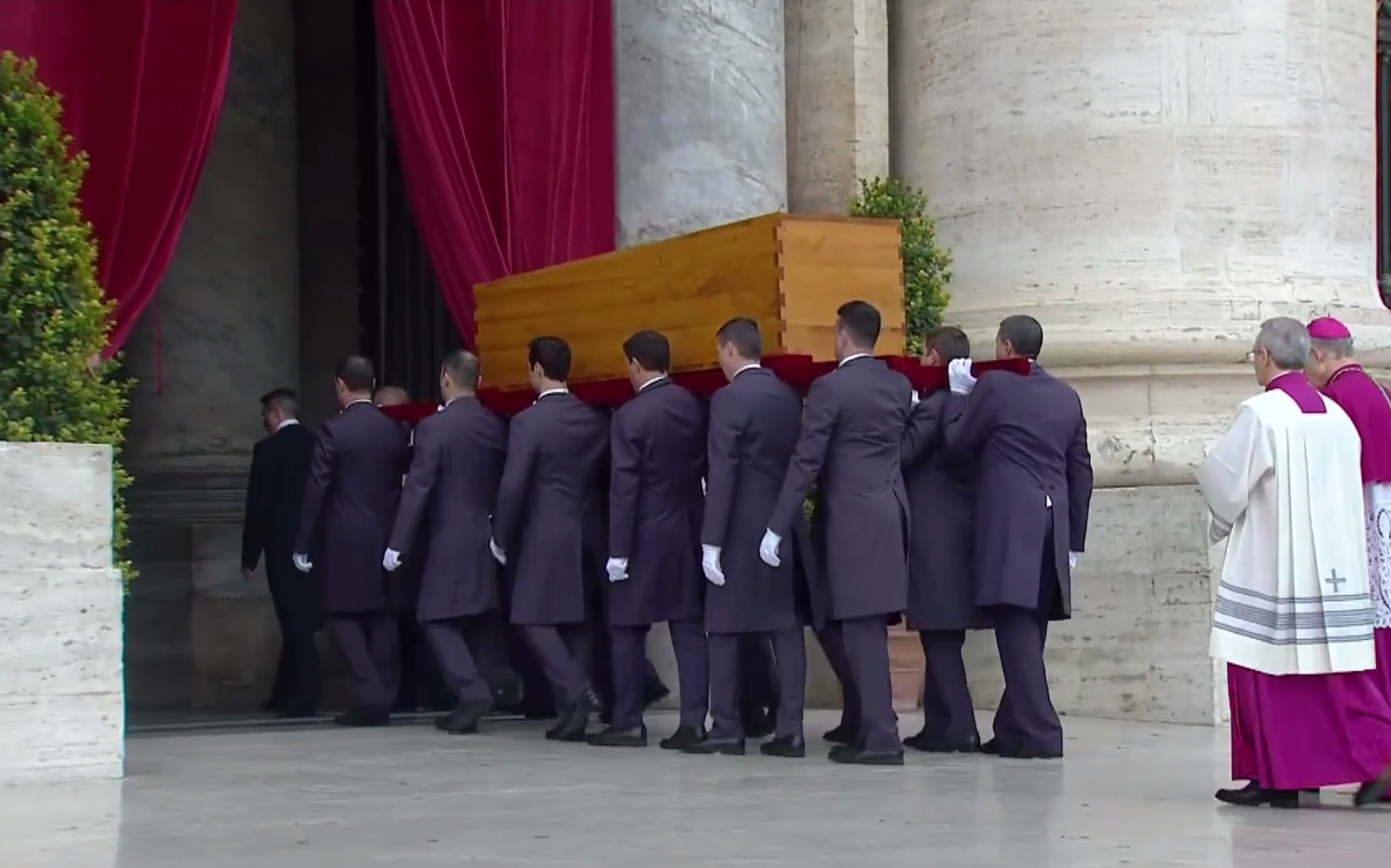
I sediari pontifici, dopo il rito esequiale in piazza San Pietro, rientrano nella Basilica Vaticana, portando a spalla il cataletto con il feretro di Benedetto XVI, onde trasportarlo nelle Grotte vaticane, ove avverrà la tumulazione.

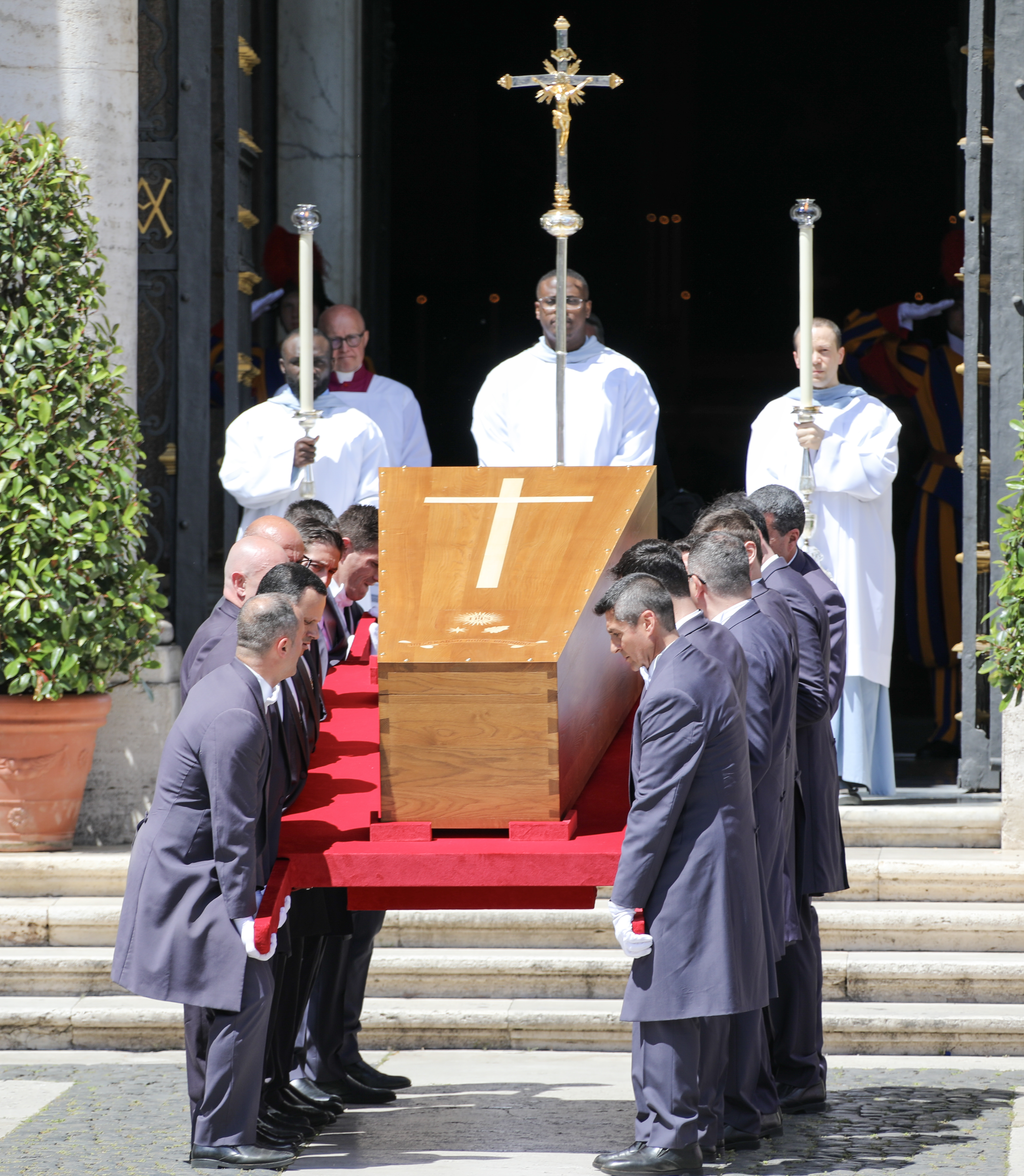
I sediari, dopo i solenni funerali in Vaticano, alzano il cataletto con il feretro di papa Francesco per l'ultimo saluto alla folla, sul sagrato della basilica di Santa Maria Maggiore, ove avverrà la tumulazione.

Come si intuisce dalla loro denominazione, i sediari avevano in origine quale compito principale il trasporto a spalla del Papa sulla sedia gestatoria in occasione delle ricorrenze del calendario liturgico cattolico. 
A partire dal 1978, con la dismissione della sedia gestatoria, la funzione dei sediari è andata concentrandosi sul servizio quotidiano nell'Appartamento pontificio, svolgendo compiti di accoglienza degli ospiti che si recano in visita al papa. Sono inoltre presenti con funzione di servizio e di assistenza alle udienze generali in piazza San Pietro, occupandosi in particolare di coordinare gli ammessi al 'baciamano' del pontefice, e in tutte quelle ricorrenze in cui il papa incontra i fedeli. Si occupano altresì del quotidiano servizio di accoglienza nella gestione dell'Anticamera pontificia, con capi di stato e di governo, ministri, ambasciatori, cardinali, vescovi, personalità civili e religiose e ogni fedele laico ammesso in udienza dal papa. Quando le circostanze lo richiedono hanno il compito di trasportare sulla pedana mobile - definita "praticabile" - il pontefice che non possa correttamente deambulare, e infine anche il pio ufficio di portare a spalla il talamo funebre, con la salma del pontefice, per l'esposizione dello stesso prima dei novendiali nonché il trasporto del cataletto nel giorno del funerale e per la sua successiva sepoltura.
Dal 1870, a seguito alla caduta dello Stato Pontificio, i sediari non accompagnano più il Pontefice durante i suoi viaggi, ad eccezione di quando furono inviati a Venezia in occasione della traslazione della salma di papa Pio X, dove condussero le spoglie del pontefice sorreggendo il talamo funebre a spalla.
Durante il periodo estivo i sediari seguono sempre il papa anche nella sua residenza estiva di Castel Gandolfo, quando il pontefice ne fa uso.

## Dismissione della sedia gestatoria

Giovanni Paolo I, ultimo papa a mostrarsi sulla sedia gestatoria.

Già papa Giovanni Paolo I espresse l'intenzione di abbandonare l'uso della sedia gestatoria, ma comunque la utilizzò durante le tre sole udienze generali e le celebrazioni da lui presiedute. 
Fu il suo successore, Giovanni Paolo II, a dismettere definitivamente la sedia. Durante gli ultimi anni di vita, in cui le sue capacità deambulatorie andavano aggravandosi, i sediari iniziarono a trasportarlo con un'apposita pedana munita di ruote, facilitando così i suoi spostamenti. Questa pedana mobile, chiamata "praticabile", è stata utilizzata anche dal suo successore, Benedetto XVI, a partire dal 2011.

## Uniformi

### Livrea del sediario

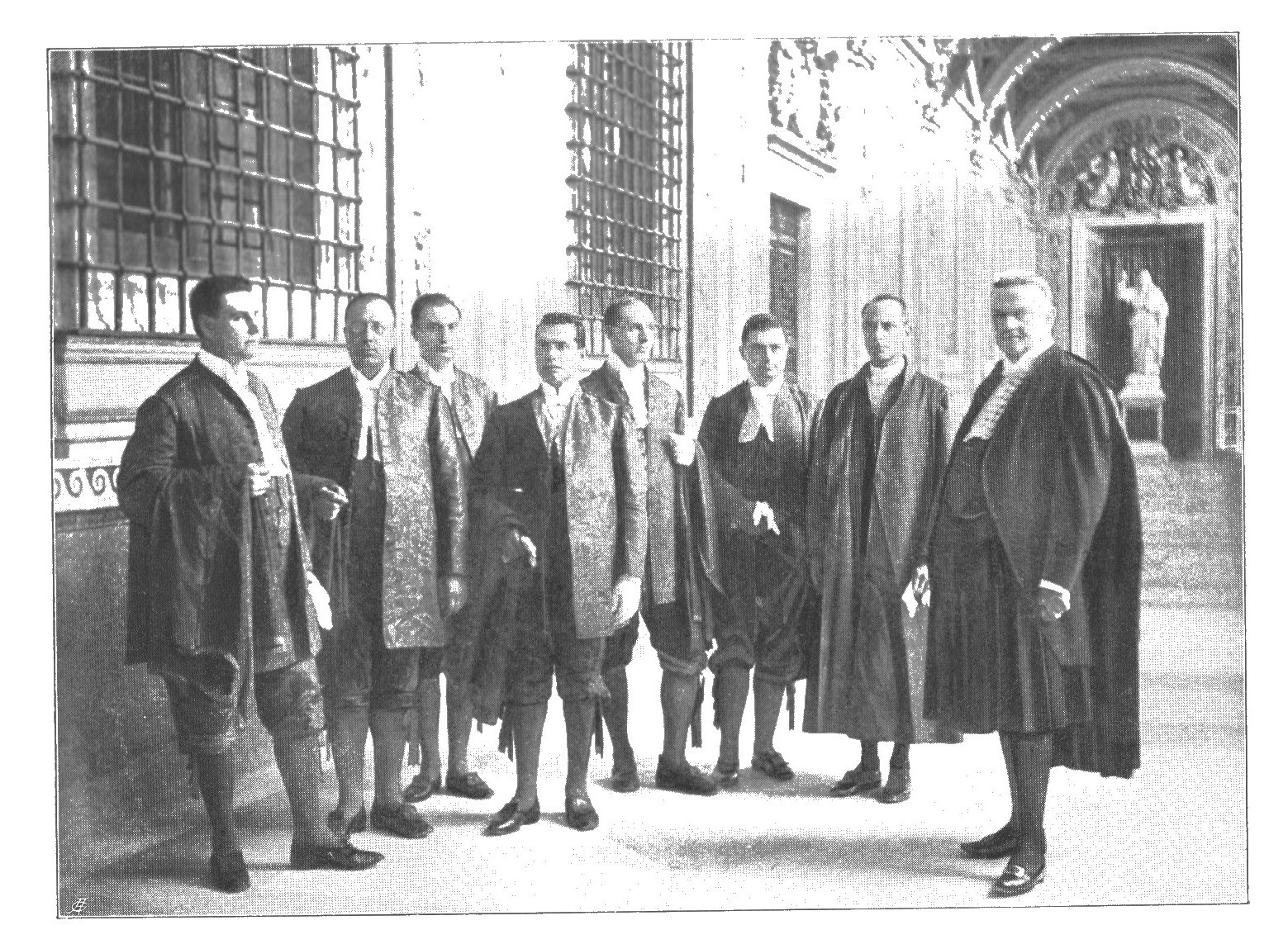
I sediari pontifici ritratti nella Galleria Mantovani, antistante l'ingresso dell'Appartamento pontificio, alla Seconda loggia del Palazzo apostolico, durante il pontificato di San Pio X.

L'attuale uniforme dei sediari, entrata in vigore nel 1972, è costituita da una giacca di colore grigio tendente al violaceo, lunga fino al ginocchio, in tinta unita con pantalone coordinato, e da un gilet grigio perla, guanti bianchi e papillon bianco, che viene indossato sullo sparato inamidato bianco, su cui pende il caratteristico "collare" d'argento raffigurante la tiara papale con le chiavi decussate, sul quale è incisa la dicitura "Anticamera Pontificia"; il collare, pendente dalle spalle ed agganciato al gilet sotto la giacca, è sorretto, al centro del petto, per mezzo di quattro catene in argento. Questo collare è simile a quello indossato anche dagli altri dignitari laici che servono a vario titolo il pontefice nella sua anticamera, quali gli addetti e i gentiluomini.
Fino agli anni settanta i sediari indossavano una preziosa livrea di foggia barocca, in seta damascata di colore cremisi e, fino al 1950, indossavano un classico copricapo a bicorno di colore nero con coccarda, fascia e bottone in seta, sempre neri. L'uniforme era completata da un'ampia zimarra sempre di colore rosso e da un ferraiolo, di colore nero bordato da tre fasce in seta marezzata rossa, indicante la loro dignità nella corte pontificia.
La tradizione vuole far risalire questa uniforme a Raffaello Sanzio, come testimoniato da alcuni suoi bozzetti. Il colore cremisi, scelto per la livrea, rappresentava il sangue versato dai martiri cristiani su cui la Chiesa poggia. Infatti, durante le funzioni in cui veniva trasportato il papa in sedia gestatoria, veniva riprodotto questo simbolismo: il pontefice rappresentava tutta la Chiesa, che avanzava sulla barca di Pietro (la sedia gestatoria), sorretta dal sangue versato dai martiri (i sediari in uniforme cremisi).

### Livrea del decano e del sottodecano di sala
Il decano di sala dell'anticamera pontificia e il sottodecano, a differenza dei colleghi, vestono in frac nero con sparato bianco. Il collare, anziché in argento, è realizzato in oro. Fino al 1972 indossavano abiti di foggia rinascimentale, sempre di colore nero, ma caratterizzati da un gonnellino plissettato indossato al di sopra di larghi pantaloni alla zuava e marsina nera decorata, ai polsi, da risvolti in pizzo di Cantù bianchi.

## Curiosità

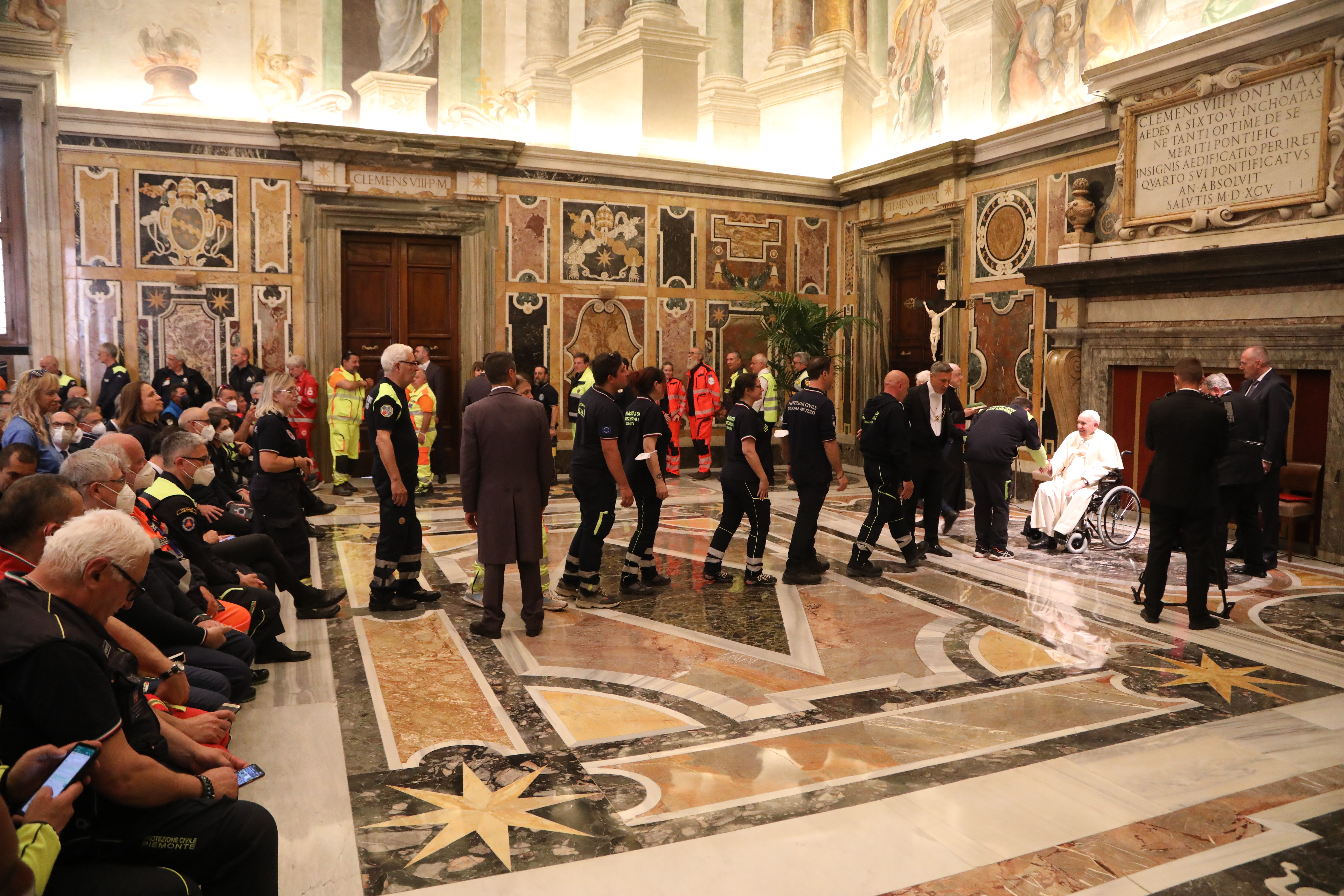
I sediari pontifici indirizzano gli ammesi al baciamano verso Papa Francesco, durante un'udienza privata nella Sala Clementina, alla Seconda loggia del Palazzo apostolico.

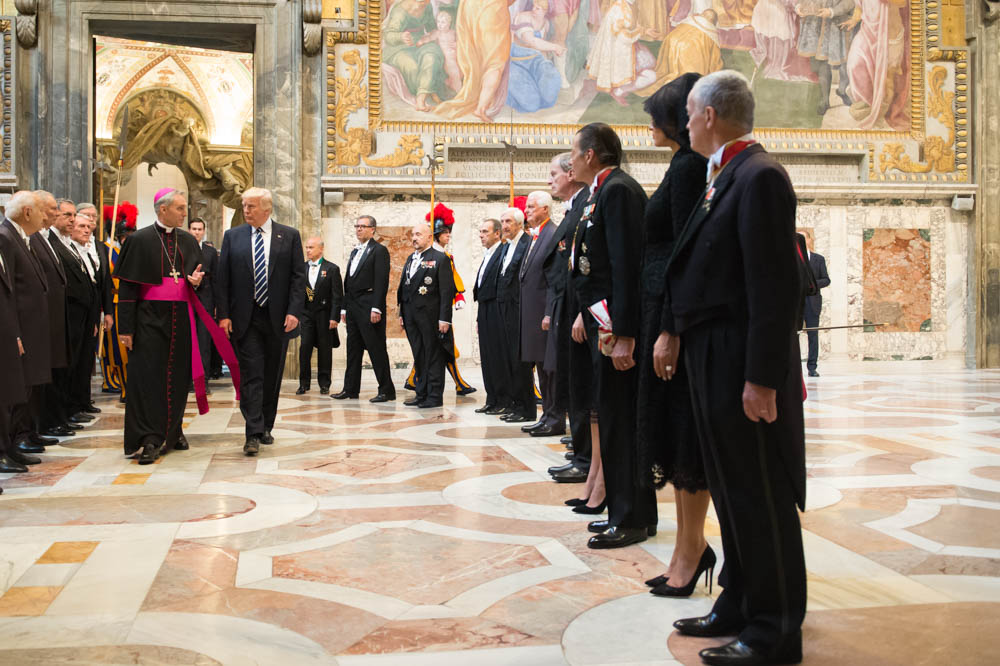
I sediari pontifici, insieme ai gentiluomini di Sua Santità e agli addetti di Anticamera, accolgono Donald Trump, presidente degli Stati Uniti d'America, accompagnato dall'arcivescovo prefetto della Casa pontificia nella Sala regia del Palazzo apostolico, durante la sua visita a papa Francesco, nel 2017.

Probabilmente i sediari pontifici seguirono il pontefice durante il suo periodo di cattività avignonese. Alcuni sediari, insieme ad altri domestici, seguirono i papi durante gli esili di Pio VI, Pio VII e Pio IX, così come seguirono Clemente VII nella fortezza di Castel Sant'Angelo durante l'assedio dei lanzichenecchi nel sacco di Roma del 1527.
Papa Pio VII concesse all'arciconfraternita pontificia e reale di Gesù Nazareno di Siviglia, in Spagna, di consentire a quattro confratelli di provata fede e dottrina di indossare la divisa dei sediari pontifici per il trasporto a spalla delle reliquie durante le solenni processioni della settimana santa.
Il 23 aprile 2012, presso la Sala Marconi della Radio Vaticana, intervenendo alla presentazione di un libro sui sediari pontifici, mons. Paolo De Nicolò – reggente emerito della casa pontificia – parlando del loro collegio si è espresso così: “Sono tra coloro più vicini al Papa, che vivono con il Pontefice quasi quotidianamente”; “Chi sono i sediari? – ha aggiunto il presule – Non c'è più la sedia gestatoria. Ma nonostante i sediari pontifici di numero e soprannumero non portino più a spalla, non significa che non rimanga una specie di 'mistica della sedia'. I sediari pontifici hanno un contatto quotidiano con il Santo Padre. Questo stabilisce, una specie di 'cognatio spiritualis', una sorta di parentela spirituale”.
I sediari pontifici sono menzionati, assieme agli altri dignitari della famiglia pontificia, nel calendario pontificio, edito per i tipi della Ettore Gallelli-edizioni.

## Galleria d'immagini

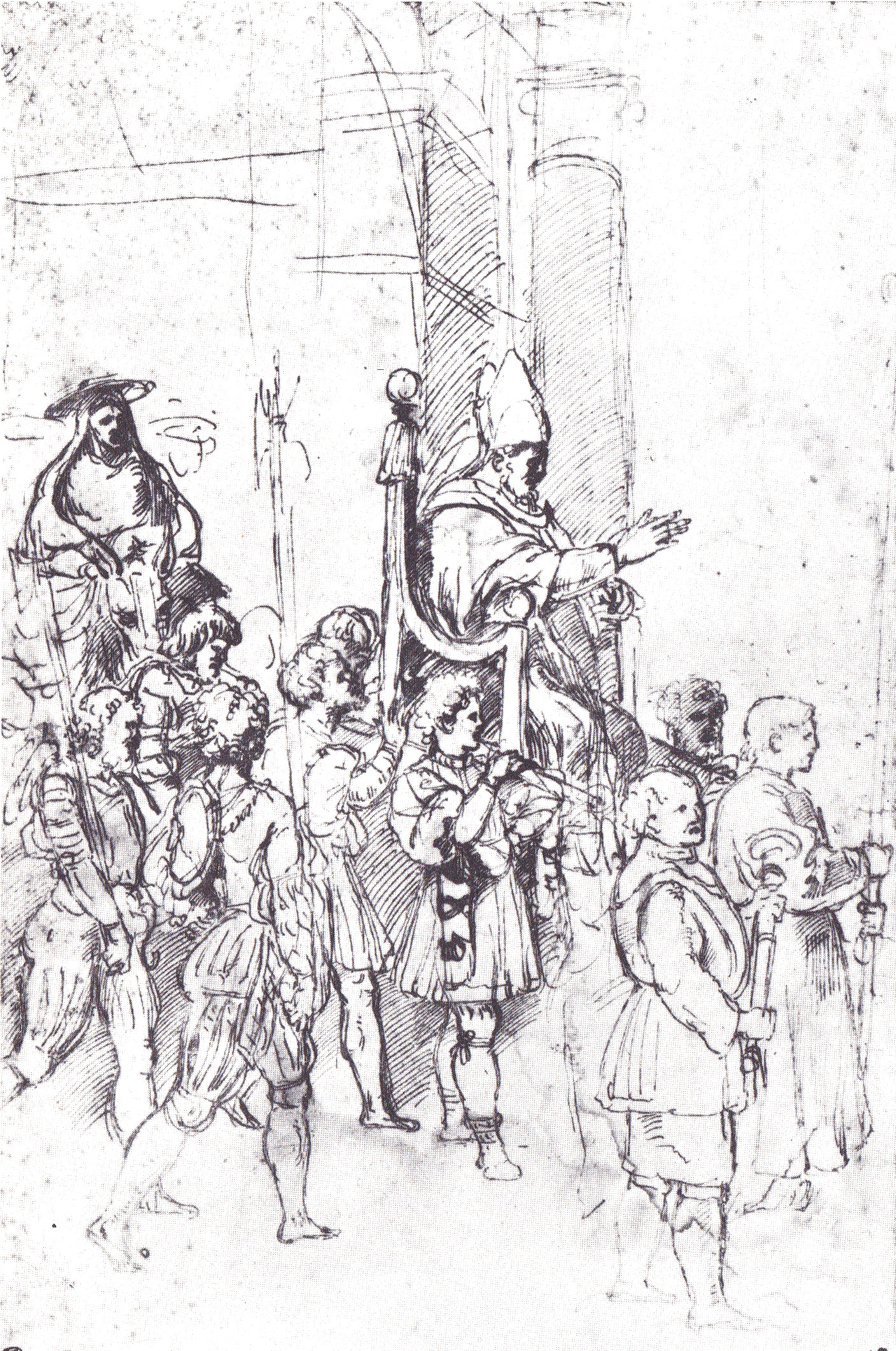
Papa Giulio II portato dai sediari in sedia gestatoria
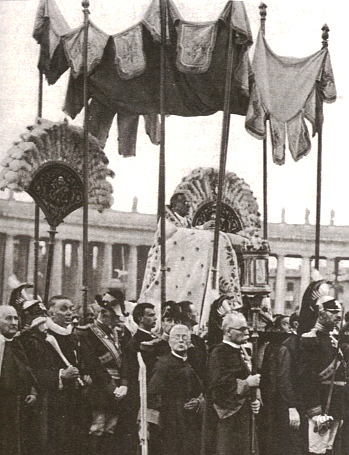
Pio XI sul talamo
Pio XII in piedi in sedia gestatoria
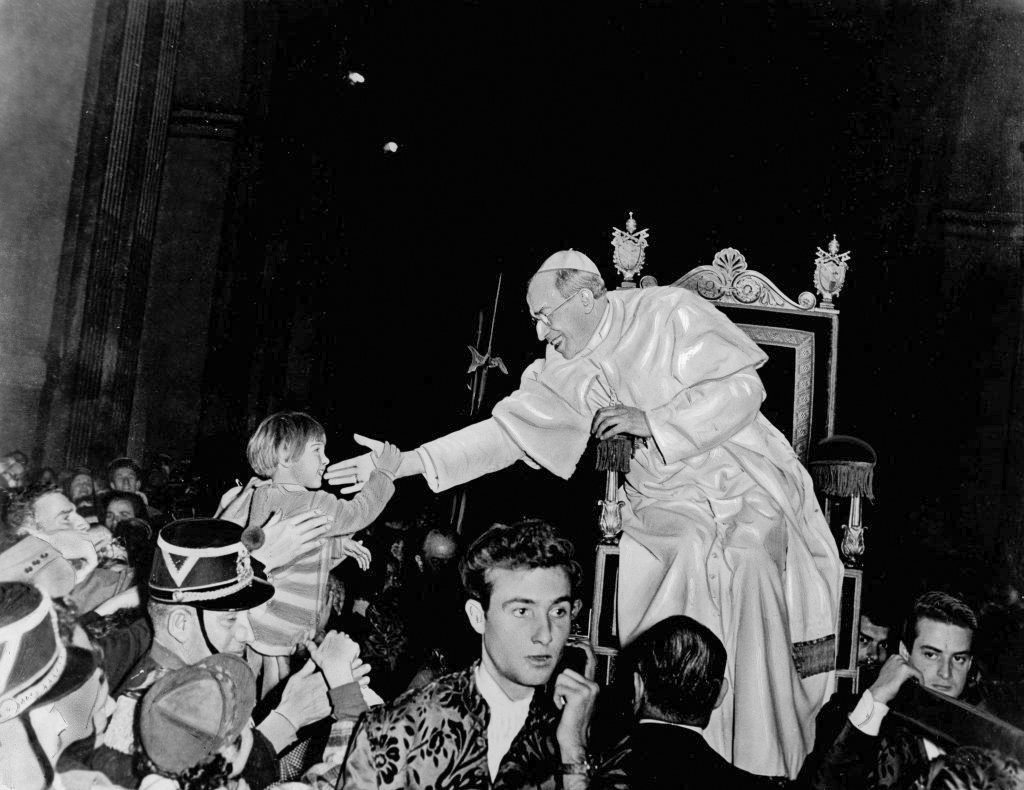
Pio XII sorretto dai sediari, durante un'udienza generale
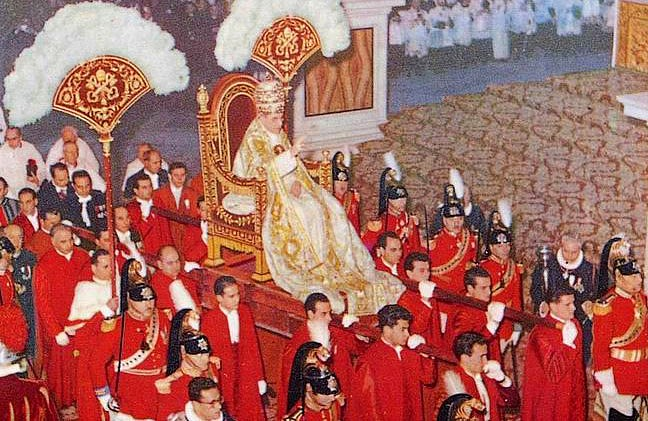
Pio XII condotto dai sediari, alla Confessione della Basilica Vaticana
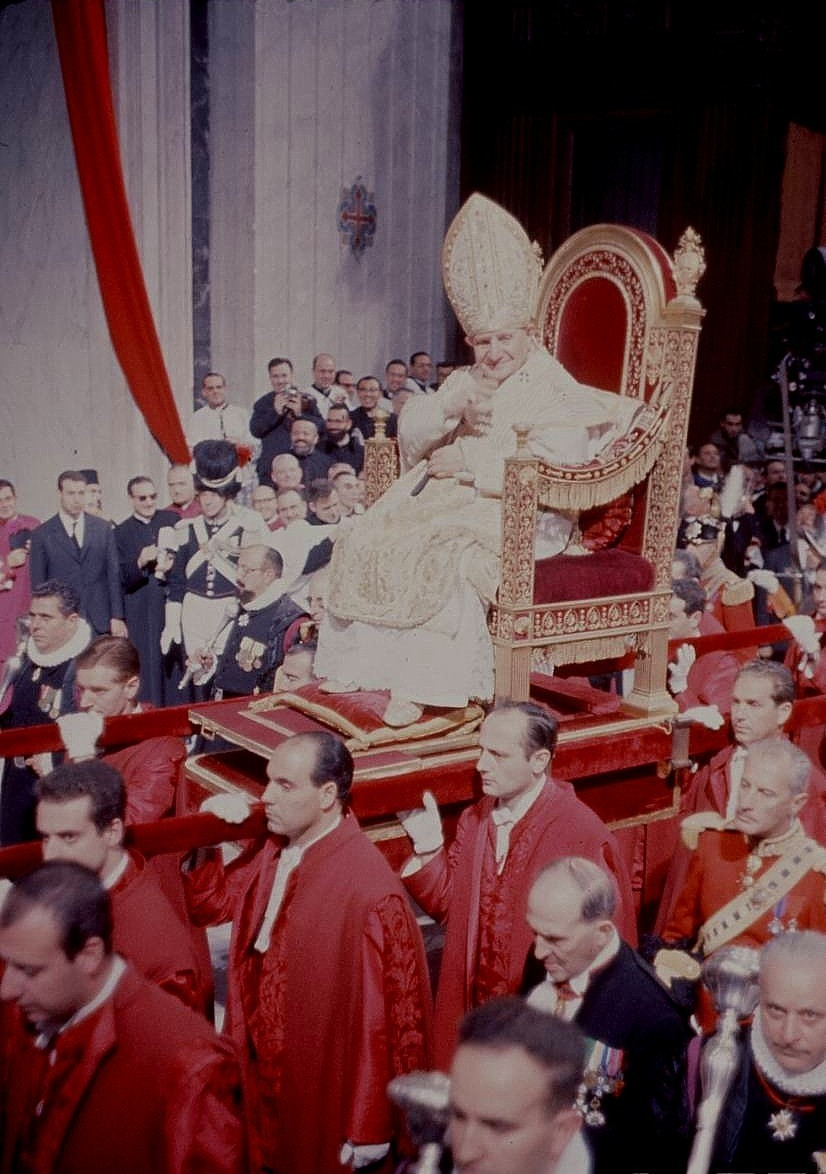
San Giovanni XXIII in sedia gestatoria
Una sedia gestatoria e alcuni sediari nei Giardini vaticani (le stanghe laterali della sedia sono state rimosse)
Paolo VI in sedia gestatoria
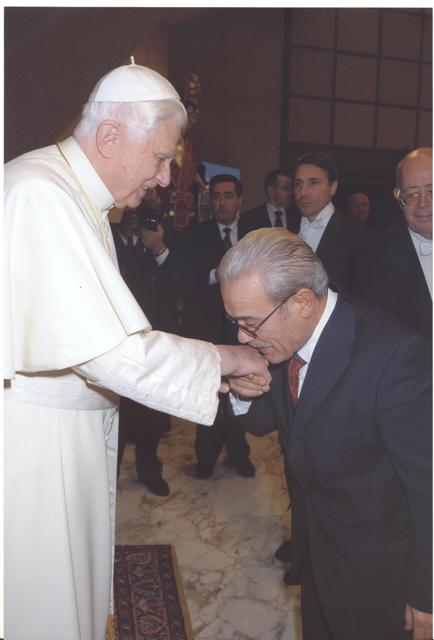
Il decano di sala e un sediario, introducono a Benedetto XVI un ammesso al baciamano, durante un'udienza in Aula Nervi
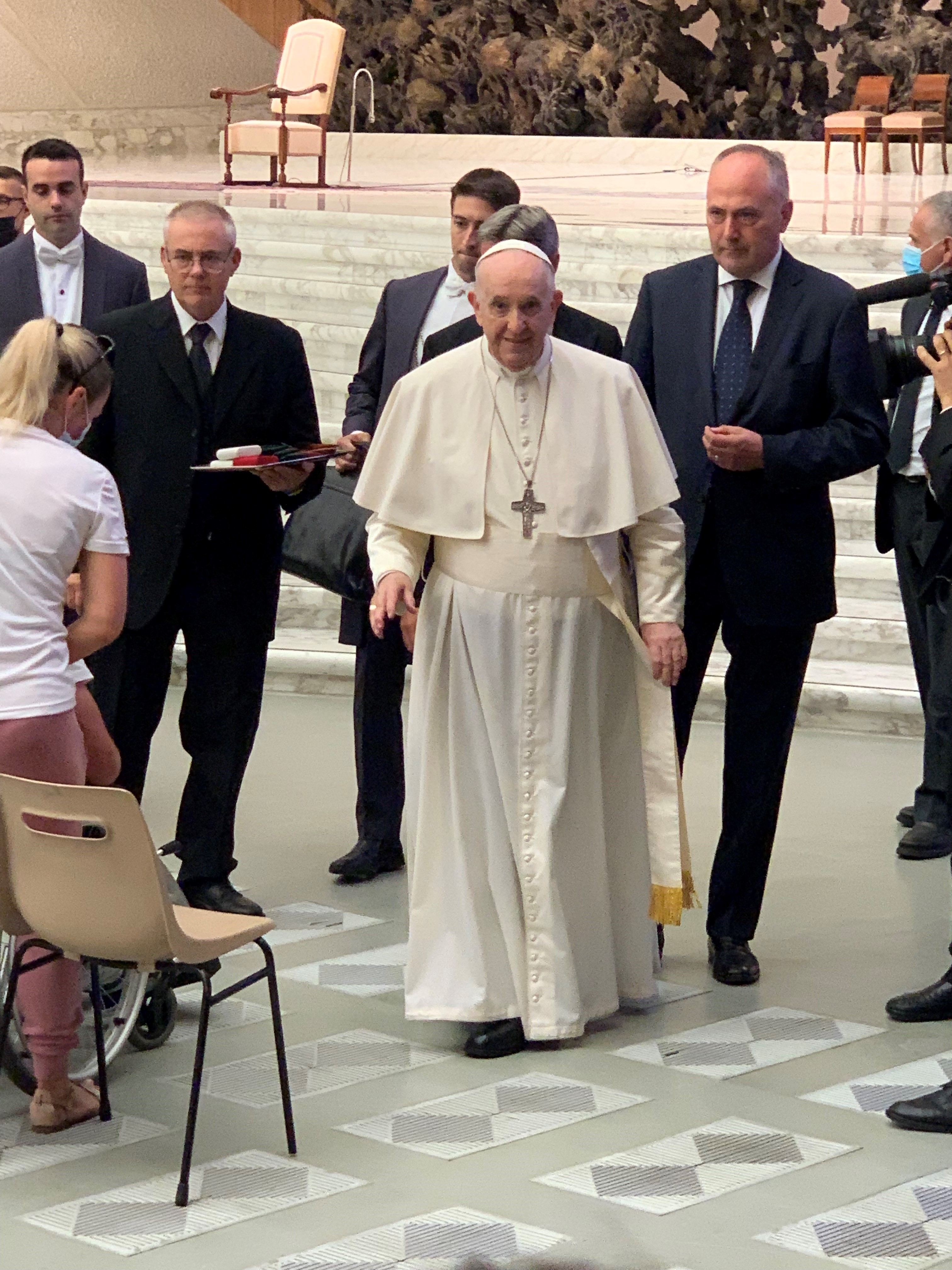
L'aiutante di Camera, il decano di sala e i sediari pontifici, affiancano papa Francesco durante il saluto agli ospiti in Aula Nervi
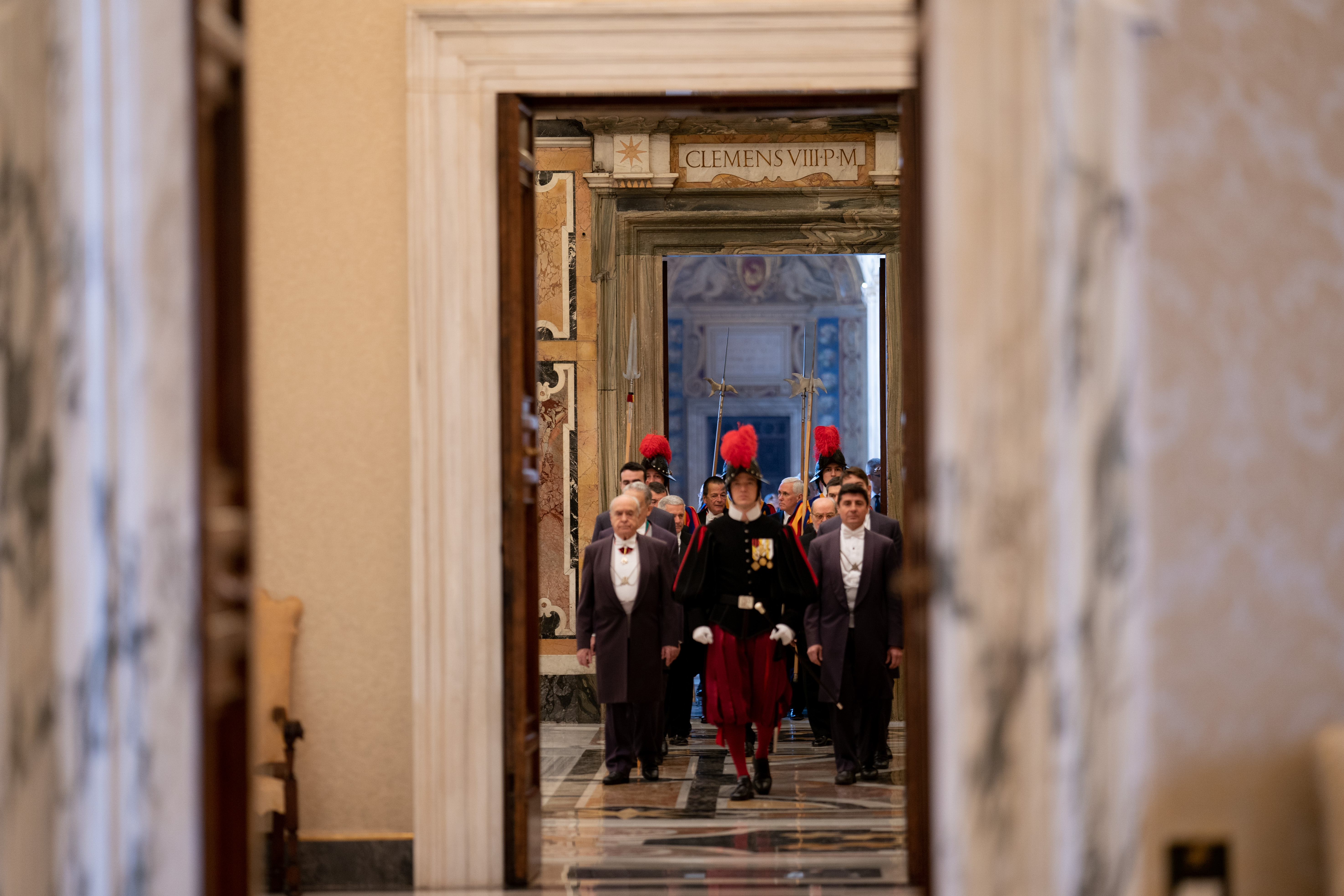
I sediari pontifici, scortati dalla Guardia svizzera, aprono il corteo cerimoniale ed introducono il vicepresidente degli Stati Uniti d'America nell'Appartamento pontificio, per condurlo all'udienza con il Santo Padre.